# 정중
정중(正中, culmination), 자오선 통과 또는 자오선 경과(子午線經過)는 지구의 자전으로 일주하는 천체가 자오선을 통과하는 것이다. 하루에 두 번 자오선을 통과하며, 이때의 고도를 자오선고도(또는 정중 고도)라고 한다.

## 고도에 따른 분류

### 위쪽 자오선 통과
위쪽 자오선 통과(upper culmination)는 지구의 자전으로 천체가 천구의 북극(남극) 위쪽으로 자오선을 통과하는 것을 말한다. 상방 자오선 통과, 상경과(上經過), 상방 경과(上方 經過), 상방 정중(上方 正中)이라고도 한다. 그리고 이때의 고도를 최고 고도라고 한다.

### 아래쪽 자오선 통과
아래쪽 자오선 통과(lower culmination)는 지구의 자전으로 천체가 천구의 북극(남극) 아래쪽으로 자오선을 통과하는 것을 말한다. 하방 자오선 통과, 하경과(下經過), 하방 경과(下方 經過), 하방 정중(下方 正中)이라고도 한다. 그리고 이때의 고도를 최저 고도라고 한다.

## 위치에 따른 분류

### 남중
남중(南中)은 지구의 자전으로 천체가 천구의 진남(眞南)을 지날 때를 말한다. 그리고 이때의 고도를 남중고도라고 한다.

### 북중
북중(北中)은 지구의 자전으로 천체가 천구의 진북(眞北)을 지날 때를 말한다. 그리고 이때의 고도를 북중고도라고 한다.

## 기타
위쪽 자오선 통과일 때, 남중이 될 수도 있고, 북중이 될 수도 있다. 또한, 아래쪽 자오선 통과일 때, 남중이 될 수도 있고, 북중이 될 수도 있다.

## 같이 보기
- 남중고도